# Salomon Birgeri
Salomon Birgeri, född 10 juni 1544 i Dingtuna, död 4 juni 1585 i Västerås, var en svensk kyrkoman och riksdagsman.

## Biografi
Salomon Birgeri var son till kyrkoherden i Mora socken, Birgerus Johannis. Han studerade i Tyskland och tog magisterexamen, dock osäkert var. Han fick, sedan han återkommit till Sverige, rektorstjänsten i Stora Tuna trivialskola, men överflyttade 1571 till Västerås med samma tjänst vid skolan där. Efter tre år i sistnämnda befattning utnämndes han till domprost i Västerås. Uppskattad av både Erik XIV och Johan III blev han 1574 den sistnämndas hovpredikant och tog till sig idéerna bakom den nya liturgin. 1576 utsågs han till pastor primarius. Han kom emellertid att sedermera ta avstånd från liturgin ifråga, och blev därför fängslad tillsammans med Olaus Petri Medelpadus och Abraham Angermannus inför riksdagen 1577. Därigenom förlorade han också befattningen som pastor primarius. Under fångenskapen skrev han Orthodoxam confessionem Liturgiæ oppositam, som trycktes först 1642. Salomon benådades av kungen 1584, men avled året därpå utan att ha fått någon ny tjänst.
Salomon deltog i kyrkomötet 1572 i Uppsala och undertecknade beslutet. Han var herredagsman vid riksdagen 1574.
Hustrun, Anna Halvardsdotter, fick behålla Decanusgården som Salomon fått som donation av Johan III. De fick två barn som överlevde föräldrarna, Margareta och Clara. Margareta Salomonsdotter var gift med guldsmeden Johan Johansson som var Västerås borgmästare, och deras dotter Clara blev via sitt äktenskap med Arendt Grape stammoder till släkten Grape i Sverige. Margaretas syster Clara var gift med Abraham Reuter i Stockholm.